# NWA World Tag Team Championship (Ohio-New York)
L'NWA World Tag Team Championship (Ohio-New York) è stato un titolo della divisione tag team della federazione Buffalo Athletic Club, associata alla National Wrestling Alliance (NWA).
Il titolo fu attivo dal 1953, anno in cui fu originato dalla versione di Chicago, fino al 1970, quando fu abbandonato in favore del NWF World Tag Team Championship.

## Storia
I territori della National Wrestling Alliance erano tenuti a riconoscere un solo campione mondiale dei pesi massimi, ma la NWA consentiva ad ognuno di essi di stabilire un titolo mondiale di coppia, rendendoli di fatto dei titoli regionali, a discapito del nome.
Nel 1953 Ed Don George, proprietario della Buffalo Athletic Club, federazione affiliata alla NWA attiva principalmente in Ohio e nella zona occidentale dello stato di New York, portò nel territorio Ben e Mike Sharpe, detentori della versione di Chicago del NWA World Tag Team Championship; nei mesi successivi i due iniziarono ad essere promossi anche come detentori della versione Ohio-New York del titolo.
Nel 1970 il Buffalo Athletic Club lasciò la NWA per fondare una federazione indipendente, la National Wrestling Federation, e il titolo fu disattivato, dal momento che al suo posto fu introdotto il NWF World Tag Team Championship.

## Albo d'oro
| Legenda  |                                                                               |
| -------- | ----------------------------------------------------------------------------- |
| #        | Indica il numero del regno titolato                                           |
| Regno    | Viene indicato il numero del regno del campione                               |
| Data     | La data in cui il titolo è stato vinto                                        |
| Località | Indica il luogo in cui il titolo è stato vinto                                |
| Note     | Indica notizie particolari riguardanti i cambi di titolo o altre informazioni |

| #                                 | Campione                                 | Regno | Data              | Giorni | Località          | Evento     | Note | Fonti |
| --------------------------------- | ---------------------------------------- | ----- | ----------------- | ------ | ----------------- | ---------- | --- | ----- |
| 1                                 | Ben Sharpe e Mike Sharpe                 | 1     | giugno 1953       | --     | --                | --         | Non è noto quando gli Sharpe iniziarono ad essere promossi come campioni del territorio. |       |
| 2                                 | Lord Athol Layton e Lord James Blears    | 1     | 2 luglio 1953     | --     | --                | House show | Layton e Bears erano anche detentori della versione di Chicago del titolo, furono insigniti del titolo Ohio-New York quando gli Sharps rifiutarono di difendere il titolo.                      |       |
| 3                                 | Bill Melby e Billy Darnell               | 1     | 25 luglio 1953    | 53     | Chicago, Illinois | House show | Sconfiggendo Blears e Martino Angelo, in quanto Layton era infortunato. |       |
| 4                                 | Lord Athol Layton e Lord James Blears    | 2     | 16 settembre 1953 | 7      | Menands, New York | House show | |       |
| 5                                 | Bill Melby e Billy Darnell               | 2     | 23 settembre 1953 | 24     | Menands, New York | House show | |       |
| 6                                 | Ben Sharpe e Mike Sharpe                 | 2     | 17 ottobre 1953   | --     | Chicago, Illinois | House show | |       |
| Storia del titolo non documentata |                                          |       |                   |        |                   |            | |       |
| 7                                 | Buddy Rogers e Great Scott               | 1     | 7 dicembre 1953   | --     | --                | House show | |       |
| Storia del titolo non documentata |                                          |       |                   |        |                   |            | |       |
| 8                                 | Ben Sharpe e Mike Sharpe                 | 3     | 12 gennaio 1954   | --     | --                | House show | |       |
| Storia del titolo non documentata |                                          |       |                   |        |                   |            | |       |
| 9                                 | Reggie Lisowski e Art Neilson            | 1     | 14 maggio 1954    | --     | --                | House show | Lisowski e Neilson erano anche detentori della versione di Chicago del titolo e furono riconosciuti anche della versione Ohio-New York.                                                         |       |
| 10                                | Hans Herman e Hans Schmidt               | 1     | 24 giugno 1954    | --     | Toledo, Ohio      | House show | In un incontro in cui era in palio solo la versione Ohio-New York del titolo. |       |
| Storia del titolo non documentata |                                          |       |                   |        |                   |            | |       |
| 11                                | Sheik of Araby e Gypsy Joe               | 1     | 15 luglio 1954    | --     | --                | House show | Sheik e Joe erano anche detentori della versione del Midwest del titolo. |       |
| Storia del titolo non documentata |                                          |       |                   |        |                   |            | |       |
| 12                                | Reggie Lisowski e Art Neilson            | 2     | 2 gennaio 1955    | --     | --                | House show | Lisowski e Neilson erano detentori della versione di Chicago del titolo e la difesero negli eventi della Buffalo Athletic Club, venendo insigniti anche della versione Ohio-New York del titolo |       |
| 13                                | Hans Schnabel e Shoulders Newman         | 2     | 24 febbraio 1955  | --     | Toledo, Ohio      | House show | In un incontro in cui era in palio solo la versione Ohio-New York del titolo. |       |
| Storia del titolo non documentata |                                          |       |                   |        |                   |            | |       |
| 14                                | Ivan Kalmikoff e Karol Kalmikoff         | 1     | 15 ottobre 1957   | --     | --                | House show | |       |
| Storia del titolo non documentata |                                          |       |                   |        |                   |            | |       |
| 15                                | Joe Brunetti e Guy Brunetti              | 1     | 10 dicembre 1958  | --     | --                | House show | |       |
| 16                                | Doc Gallagher e Mike Gallagher           | 1     | 12 febbraio 1959  | 282    | Cleveland, Ohio   | House show | Talvolta il titolo era promosso come International Tag Team Championship, fino al luglio 1959.                                                                                                  |       |
| 17                                | Ilio DiPaolo e Lord Athol Layton (2)     | 1     | 21 novembre 1959  | 41     | Akron, Ohio       | House show | Nonostante la sconfitta, i Gallagher continuarono a difendere il titolo in alcuni eventi. |       |
| 18                                | Doc Gallagher e Mike Gallagher           | 2     | 1 gennaio 1960    | 83     | Cleveland, Ohio   | House show | |       |
| 19                                | Chris Tolos e John Tolos                 | 1     | 24 marzo 1960     | 189    | Cleveland, Ohio   | House show | |       |
| 20                                | Ilio DiPaolo (2) e Lord Athol Layton (3) | 2     | 29 settembre 1960 | --     | Cleveland, Ohio   | House show | |       |
| 21                                | Chris Tolos e John Tolos                 | 2     | 7 ottobre 1960    | --     | Canton, Ohio      | House show | |       |
| 22                                | Doc Gallagher e Mike Gallagher           | 3     | 17 ottobre 1960   | 40     | --                | House show | |       |
| 23                                | Duke Keomuka e Sato Keomuka              | 1     | 26 novembre 1960  | --     | Akron, Ohio       | House show | Il cambio di titolo fu ripetuto a Cleveland il 1º dicembre 1960. |       |
| Storia del titolo non documentata |                                          |       |                   |        |                   |            | |       |
| 24                                | Johnny Barend e Magnificent Maurice      | 1     | dicembre 1960     | --     | --                | House show | |       |
| Storia del titolo non documentata |                                          |       |                   |        |                   |            | |       |
| 25                                | Duke Keomuka e Sato Keomuka              | 2     | 7 marzo 1961      | --     | --                | House show | I Keomuka erano ancora promossi come campioni nell'aprile 1961. |       |
| Storia del titolo non documentata |                                          |       |                   |        |                   |            | |       |
| 26                                | Al Costello e Roy Heffernan              | 1     | 25 febbraio 1962  | --     | --                | House show | Costello e Heffernan erano promossi come campioni anche a Pittsburgh e Chicago, è plausibile che si trattasse dello stesso titolo.                                                              |       |
| Storia del titolo non documentata |                                          |       |                   |        |                   |            | |       |
| 27                                | Ivan Kalmikoff e Karol Kalmikoff         | 2     | 27 marzo 1962     | --     | --                | House show | Le fonti non chiariscono se il titolo in possesso dei Kalmikoff fosse questo. I due erano ancora promossi come campioni nell'aprile 1962.                                                       |       |
| Storia del titolo non documentata |                                          |       |                   |        |                   |            | |       |
| 28                                | Mitsu Arakawa e Mr. Moto                 | 1     | 29 settembre 1968 | --     | Chicago, Illinois | House show | Arakawa e Moto erano ancora promossi come campioni nell'ottobre 1968. |       |
| Storia del titolo non documentata |                                          |       |                   |        |                   |            | |       |
| 29                                | Doc Gallagher e Mike Gallagher           | 4     | 8 novembre 1968   | --     | --                | House show | |       |
| 30                                | Johnny Powers e Moose Cholak             | 1     | 23 gennaio 1969   | 70     | Cleveland, Ohio   | House show | |       |
| 31                                | Reginald Love e Hartford Love            | 1     | 3 aprile 1969     | --     | Cleveland, Ohio   | House show | |       |
| 32                                | Johnny Powers (2) e Great Igor           | 1     | novembre 1969     | --     | --                | House show | |       |
| —                                 | Disattivato                              | —     | 1970              | —      | —                 | —          | Quando il Buffalo Athletic Club lasciò la NWA per fondare la National Wrestling Federation (NWF) il titolo fu disattivato e sostituito dal NWF World Tag Team Championship.                     |       |